# Alpha Mission II
Alpha Mission II (ASOII ラストガーディアン, en japonais) est un jeu vidéo du type shoot them up développé et édité par SNK en 1991 sur Neo-Geo MVS, Neo-Geo AES et en 1994 sur Neo-Geo CD (NGM / NGH 007),,.
Le jeu est ressorti en 2017 sous le titre ACA NeoGeo: Alpha Mission II sur Nintendo Switch, PlayStation 4 et Xbox One.

## Série
1. ASO: Armored Scrum Object (HAL 21, 1985)
2. Alpha Mission II